# Toar
Toar is een bestuurslaag in het regentschap Kuantan Singingi van de provincie Riau, Indonesië. Toar telt 830 inwoners (volkstelling 2010).